# Saufatu Sopoanga
Saufatu Sopoanga OBE (Nukufetal, 22 de fevereiro de 1952 – Tuvalu, 15 de dezembro de 2020) foi um político tuvaluano. Sopoanga foi primeiro-ministro de Tuvalu entre 2002 e 2004. Sopoanga foi o oitavo primeiro-ministro de Tuvalu e um ministro dos Negócios Estrangeiros de Tuvalu. Ele é o irmão mais velho de Enele Sopoaga, que foi nomeado como primeiro-ministro de Tuvalu em 2013. Não há partidos políticos em Tuvalu. Durante o seu mandato como primeiro-ministro Sapoanga tinha uma aliança de deputados que o apoiavam, e havia também um grupo de oposição contra ele. Tanto o grupo de Sapoanga eo grupo de oposição foram atormentado por deserções; uma série de eleições parciais também criou incerteza sobre de que lado iria surgir com uma maioria parlamentar. A sobrevivência de seu governo tem sido descrito como resultante da sua manipulação ágil de distribuição de ministérios e outros compromissos. Em 26 de agosto de 2004, enquanto um dos 15 membros do parlamento estava doente na Nova Zelândia e outra havia desertado do grupo de Sapoanga, a oposição finalmente fez Sapoanga a renunciar o cargo.
Foi divulgado a morte do político em 17 de dezembro de 2020.